# Евстати Янков
Протойерей Евстати Янков Евстатиев (20 август 1886 - 20 април 1952), наречен още Родопския владика, е български свещеник от град Чепеларе.

## Биография
Евстати Янков Евстатиев е роден 20 август 1886 г. като първо дете в семейството на Янко и Мария Евстатиеви. По бащина линия има гръцка кръв - Янко Евстатиев идва от гръцко в Чепеларе след освобождението на България, където отваря обущарски дюкан-работилница. За Мария брака с Янко е втори. С първия си мъж тя живее само шест месеца, преди той да бъде убит. От страна на майката отец Евстати произхожда от свещенически род в Рупчос. На 24 август той получава свето кръщение от свещеник Марин Караджов - вуйчо на неговата майка. След Евстати семейството има още три деца - Тодор, Рада и Васил. Тодор почива твърде млад. Семейството е много бедно поради пиянството на Янко, който е даровит църковен певец и отличен майстор-обущар и изкарва добри пари, но се пропива.
Евстати завършва Основно народно училище в Чепеларе през пролетта на 1898 г. на 12-годишна възраст, после постъпва в Държавното трикласно училище. Поради липса на средства Евстати, едва на 15 години, заминава за Станимака (от 1934 г. Асеновград). Става ратай в дома на богато гръкоманско семейство. Семейството вижда дълбоката религиозност на младежа и го пуска в почивните дни да служи в църквата като певец.
При едно от посещенията на бившия Скопски митрополит Теодосий Гологанов в Станимака той забелязва младия Евстати как пее „Отче наш“ и го назначава за свой иподякон. Заема тази длъжност до 1906 г. От 1906 до 1907 Евстати записва и завършва с отличие курса по източно пеене в новооткритото Бачковско певческо училище. Постъпва като послушник в Бачковския манастир, но за кратко и напуска обителта поради влошено здравословно състояние. Среща се с архирейския наместник на Асеновград Владимир Димитров, който го взима за певец в църквата „Св. Атанасий“, град Чепеларе, и писар в наместничеството. Когато успява да спести достатъчно пари, през 1911 г. Евстати се записва в Трикласното свещеническо училище при Бачковския манастир като самоподдръжник, тоест ученик на собствени разноски. Жени се за Тодора Найденова през 1913 г. Митрополит Максим Пловдивски го ръкополага за дякон през 1914 г., а на другата година е ръкоположен за свещеник в храм „Св. Атанасий“. В периода 1915-1925 отец Евстати служи периодично и в църква „Св. Богородица“, редувайки се със свещеник Христо Попмаринов. 1933 г. отец Евстати губи своята съпруга и осем месеца след това и майка си Мария. Единственият му син Симеон, отец Евстати дава на Пловдивската семинария. През 1936 г. е удостоен с офикия „протойерей“. През 1939 г. съдава християнско братство.
Когато комунистите идват на власт от 1946 г. забраняват да се учи вероучение. Отец Евстати преподава вероучение и Закон Божий в създаденото от него неделно училище към храм „Св. Атанасий“. Той продължава да преподава и след установяването на новата власт. Опитват се да го спрят да изнася проповеди и да учи децата, дори арестуват сина му.

### Кончина
Десетина дни преди Великден отец Евстати е извикан на свещеническа конференция в в Асеновградското архирейско наместничество. Въпреки че знае за измамата и капана, изготвен му от комунистите, свещеникът се отзовава на поканата. В града го чака кола с двама души и е арестуван веднага щом слиза от автобуса. Откаран е в участъка на Държавна сигурност. Там е задържан заедно с други свещеници от региона на Силистра. Три дни отец Евстатии е подложен на жесток побой. Връща се в Чепеларе, но въпреки увещанията на близкити се да постъпи в болница, свещеникът продължава да служи. Това продължава до петата седмица на Великия пост, когато синът на отец Евстатий Симеон извиква лекар да го прегледат. Свещеникът е откаран по спешност в болницата на село Устово (сега квартал на град Смолян). Там седи шест дена до Лазарова събота, а на празница Цветница се прибира в Чепеларе без да е довършено лечението.
На Велика сряда състоянието му се влошава значително и не може да стане от легло. Откаран е с линейка в болница в Пловдив и приет по спешност. Направена му е операция, която трае три часа, но лекарите на дават надежда, че дори ще се събуди от упойката. Побоят върху свещеникът е бил толкова жесток, че е получил сепсис - отравяне на кръвта, защото неговите бъбреци спират да функционират постепенно и се получава бъбречна недостатъчност. Отец Евстатий понася операцията и се събужда на Велики четвъртък. В събота е посетен от свои близки и дори Симеон е обнадежден, че баща му ще се оправи. Но още същата вечер при настъпнавето на Великден (20 април 1952 г.) умира.
Гробът му е в храм „Св. Атанасий“ в град Чепеларе.

## Признание
- През 2002 г. богословът Стефан Илчевски, родом от Чепеларе, издава книга за отец Евстати озаглавена „Протойерей Евстати Янков Евстатиев (1886-1952 г.) : Българският отец Йоан Кронщадски“. Изданието е финансирано изцяло от Община Чепеларе и пубикувано от Руенски манастир „Св. Йоан Рилски“, село Скрино.[9] Следващата година излиза „Протойерей Евстати Янков Евстатиев. ПРОПОВЕДИ“, където се съдържат документираните проповеди на свещеника.[10]
- През 2023 г., месец август, на отец Евстати Янков му е пресъдено посмъртно признанието „Почетен гражданин на Община Чепеларе“.[11]
- На 19 август 2024 година Българска православна старостилна църква реши да прослави протойерей Евстати в лицето на свещеноизповедник[12].